# Prachtig zeggefranjekelkje
Het prachtig zeggefranjekelkje (Lachnum callimorphum) is een schimmel behorend tot de familie Lachnaceae. Het komt voor in zeggemoeras. Het groeit saprotroof op afgevallen bladeren van carex.

## Verspreiding
In Nederland staat het prachtig zeggefranjekelkje op de rode lijst in de categorie 'verdwenen'.